# Пйотровиці-Великі
Пйотровиці-Великі (пол. Piotrowice Wielkie) — село в Польщі, у гміні Ґарбув Люблінського повіту Люблінського воєводства. Населення — 500 осіб (2011).
У 1975—1998 роках село належало до Люблінського воєводства.

## Демографія
Демографічна структура станом на 31 березня 2011 року:
|          | Загалом | Допрацездатний вік | Працездатний вік | Постпрацездатний вік |
| -------- | ------- | ------------------ | ---------------- | -------------------- |
| Чоловіки | 255     | 63                 | 168              | 24                   |
| Жінки    | 245     | 57                 | 133              | 55                   |
| Разом    | 500     | 120                | 301              | 79                   |